# Llenguadera (Abella de la Conca)
Llenguadera és un indret i partida del terme municipal d'Abella de la Conca, a la comarca del Pallars Jussà.
Està situat a prop i al nord de Mas Palou, a les costes de la carena del Turó de l'Espluga Redona, a la dreta del barranc de la Vall i a l'esquerra del Barranc de Caborriu.

## Etimologia
És un topònim romànic de datació imprecisa. Es tracta d'un derivat de llengua de terra en el sentit de porció de terreny relativament estreta que penetra dins l'aigua. En aquest cas, és una llenca de terra que s'allargassa entre el barranc i el pendís de la muntanya.